# Sasquatch Provincial Park
Sasquatch Provincial Park jest chronionym terenem (Provincial Park) w Kolumbii Brytyjskiej, Kanadzie. Został założony w 1968 roku, a nazwany od rzekomego, dotychczas nieodkrytego gatunku małpy.

## Położenie
Park zajmuje powierzchnię 1217 hektarów. Jest ulokowany w dystrykcie Kent, 6 kilometrów na północ od Harrison Hot Springs.